# Partito Socialdemocratico Mongolo
Il Partito Socialdemocratico Mongolo (in mongolo: Монголын Социал Демократ Нам, traslitterato: Mongolyn Sotsial Demokrat Nam; MSDN) è un partito politico mongolo.

## Risultati elettorali
| Elezione          | Voti   | % | Seggi  |
| ----------------- | ------ | - | ------ |
| Parlamentari 2000 | 91.663 |   | 0 / 76 |
| Parlamentari 2016 | 5.308  |   | 0 / 76 |